# API Applicazioni Plastiche Industriali
API Applicazioni Plastiche Industriali è un'azienda chimica italiana che opera dal 1956 nel campo della ricerca, sviluppo e produzione di materiali termoplastici compositi. la sua sede è a Mussolente, in provincia di Vicenza.

## La storia
API Applicazioni Plastiche Industriali nasce nel 1956 a Bassano del Grappa, Vicenza. Nei primi tempi API Applicazioni Plastiche Industriali, con le poche conoscenze del tempo e la limitata disponibilità di materie prime per la manifattura di prodotti in plastica, si dedica alla produzione di parti ed articoli finiti o semilavorati per il comparto dell'edilizia o del confezionamento. Il presidente Sergio Brunetti si rende subito conto che per soddisfare le esigenze di nuove applicazioni c'è bisogno di materiali diversi rispetto a quelli che riesce a reperire dai fornitori del settore petrolchimico e si dedica allo studio ed alla modifica delle caratteristiche e proprietà dei polimeri, realizzando i primi composti chimici. In seguito API opera un'intensa azione di diversificazione, apre nuovi mercati in settori di applicazione che spaziano dall'isolamento termico per l'edilizia e per il settore del freddo, ai materiali estetici o tecnici per le calzature, all'automobile, dagli accessori per la subacquea, agli elettrodomestici, ai giocattoli, agli articoli medicali.
Nella seconda metà degli anni sessanta l'azienda sviluppa e mette a punto il materiale e l'intera tecnologia di produzione industriale per la realizzazione dei primi scarponi da sci in plastica.  API individua nel poliuretano termoplastico APILON 52, il polimero che permetterà al distretto calzaturiero di Montebelluna di divenire un punto di riferimento mondiale nel settore. Una vera e propria innovazione di prodotto e di processo che avrà un'influenza significativa sia nella pratica sportiva, sia nelle abitudini e nel costume della società.

## Attività
API Applicazioni Plastiche Industriali opera nel settore delle materie plastiche. Sviluppa e produce leghe e compound di polimeri a base di elastomeri termoplastici, sistemi poliuretanici, masterbatch (concentrati di colore o di additivi per materie plastiche).
Nel 2008 API Applicazioni Plastiche Industriali sviluppa una gamma di bioplastiche riciclabili e biodegradabili in ambiente aerobico secondo le norme EN 13432, EN 14995 e ASTM D6400.